# Adama Barrow
Adama Barrow (Basse, Fulladu East, 16 februari 1965)  is een Gambiaans zakenman en politicus. Bij de verkiezingen in december 2016 werd hij gekozen tot president van Gambia, als opvolger van Yahya Jammeh, die meer dan twintig jaar aan de macht was.

## Leven
Barrow werd geboren in Mankamang Kunda, een klein dorp in de buurt van Basse. Na de middelbare school (Muslim High School) werkte Barrow voor Alhagie Musa & Sons, waar hij hoofd verkoop werd. Rond 2000 verhuisde hij naar Londen, waar hij een opleiding in vastgoed volgde. Hij bekostigde zijn studie door te werken als bewaker. Na zijn studie keerde hij terug naar Gambia. In 2006 richtte hij Majum Real Estate op, dat handelt in vastgoed. Barrow was directeur van het bedrijf.

## President van Gambia
Hij werd leider van een coalitie van zeven oppositiepartijen. In 2016 won Barrow de presidentsverkiezingen met 45,5% van de stemmen en versloeg daarmee Jammeh. Jammeh accepteerde zijn verlies, maar veranderde later van gedachte. Barrow vluchtte naar Senegal waar hij op 19 januari 2017 werd ingehuldigd op de Gambiaanse ambassade. Twee dagen later ging Jammeh in ballingschap nadat hij de steun van leger en politie had verloren. Barrow arriveerde in Gambia op 26 januari.